# マクシム＝ガエル・ンガヤ＝アムブ
マクシム＝ガエル・ンガヤ＝アムブ（Maxime-Gaël Ngayap Hambou 2001年6月22日- ）は、フランスの柔道選手。階級は90kg級。

## 経歴
2021年の世界ジュニアでは3位だった。2023年から2年連続で世界団体で2位となった。2024年に地元で開催されたパリオリンピックでは伏兵ながら準決勝まで勝ち上がるも、日本の村尾三四郎に合技で敗れた。しかし、その後の3位決定戦に勝利して銅メダルを獲得した。パリオリンピック混合団体では決勝の日本戦で村尾に再び敗れるが、チームは優勝を飾った。
IJF世界ランキングは1870ポイント獲得で38位となっている(25/6/2現在)。

## 主な戦績
- 2021年 - ヨーロッパジュニア　団体戦　優勝
- 2021年 - 世界ジュニア　3位
- 2022年 - グランドスラム・トビリシ　3位
- 2023年 - 世界団体　2位
- 2023年 - グランドスラム・アスタナ　2位
- 2024年 - グランドスラム・パリ　3位
- 2024年 - 世界団体　2位
- 2024年 - パリオリンピック　3位
- 2024年 -  パリオリンピック混合団体 優勝
- 2025年 - ヨーロッパ選手権　2位
- 2025年 - 世界選手権　7位

(出典、JudoInside.com)